# 岡藩主中川家墓所
座標: 北緯32度58分21秒 東経131度24分08秒 / 北緯32.97250度 東経131.40222度
岡藩主中川家墓所（おかはんしゅなかがわけぼしょ）は、大分県竹田市・豊後大野市にある旧岡藩主、中川家の墓地である。1997年9月2日、国史跡に指定された。

## 概要
文禄3年（1594）、中川秀成が66,000石で岡城に入城し、以後明治維新にいたるまで、竹田は中川氏の城下町であった。この岡藩主中川氏の旧藩領内での墓所は城下碧雲寺および城下北方の大船山中、そして城下東方の小富士山の3か所に営まれている。  　
碧雲寺は慶長17年（1612）春、初代藩主中川秀成が建設に着手したものである。その年の夏、完成前に秀成は死去したが、葬儀はこの寺で行われた。寺号は、秀成が朝鮮より持ち帰った寺額の号によるという。この寺には初代秀成、2代久盛、4代久恒、5代久通、6代久忠、9代久持、11代久教の墓が営まれている。御成門につづく土塀に囲まれたなかに竜吟池五を配し、その北側山麓に宝塔（変形）、輪塔等による墓塔を配したものである。墓塔はかつては霊廟建物（霊屋）のなかに置かれたものであり、２代久盛の霊屋は隣接する高流寺に移築され、現存する。碧雲寺所蔵の万延元年（1860）絵図に墓域が画かれているが、平成4年度にこの絵図に基づいて竹田市教育委員会が史跡整備を行った。  　
３代久清の墓は城下を離れた大船山の山中にある。久清は人馬鞍に乗って大船山に登山をし、また剃髪後、「入山」を称したように大船山を好んでおり、寿墓の地を大船山中の鳥井窪に選定していた。死後遺言により墓は儒葬でその地に営まれた。8代久貞の場合も遺言により、儒葬によって岡城の南、小富士山に営まれた。岡城を眺望し得る風景絶佳の地である。なお他の藩主の墓地は東京（江戸）芝青松寺、同青山共葬墓地1-ロ-20-28に営まれていた。現在は両墓とも旧領地に改葬されている。 　
史跡指定されたのは旧岡藩領内にある3か所であるが、これらは、碧雲寺墓所のような庭園をともなう仏式の墓という特色のある様式をもつものがある一方、大船山、小富士山のような自然のなかの儒式の墓もあり、大名の墓所に対する思想をよく示している。